# Jaume Pagès i Fita
Jaume Pagès i Fita (Gerona, 1946) es ingeniero industrial, ex-rector de la Universidad Politécnica de Cataluña y desde 2004 Consejero Delegado de Universia.
Profesor de la Universidad Politécnica de Cataluña (UPC) desde 1971, Jaume Pagès realizó estudios de Magisterio, Ingeniería Industrial e Informática, y obtuvo el título de Doctor Ingeniero Industrial en 1975, dirigido por el profesor Gabriel Ferraté. Actualmente es catedrático de Universidad del área de Ingeniería de Sistemas y Automática.
Su actividad investigadora se ha centrado en el área de tratamiento de señal, síntesis de filtros lineales y no lineales, análisis y resolución de problemas de control, planificación de misiones interplanetarias y guiado automático de vehículos industriales.
Entre 1986 y 1994 fue Vicerrector de Ordenación Académica de la UPC, y fue rector de la UPC durante dos períodos consecutivos, desde  mayo de 1994 hasta marzo de 2002.
Es presidente y fundador de la “Asociación contra la Anorexia y la Bulímia” (ACAB), doctor honoris causa por la Universidad Técnica de Nagaoka (Japón), miembro numerario del Instituto de Estudios Catalanes, consejero-delegado del Fórum Universal de las Culturas Barcelona 2004 y consejero-delegado de Universia (Grupo Santander).
- Datos: Q5927250